# Maravillas (Hidalgo)
Maravillas es una localidad de México, localizada en el municipio de Nopala de Villagrán en el estado de Hidalgo.

## Geografía
Se encuentra en la región geográfica del Valle del Mezquital; a la localidad le corresponden las coordenadas geográficas 20° 12’ 15.329” de latitud norte y 99° 35’ 18.982” de longitud oeste, con una altitud de 2392 m s. n. m. Cuenta con un clima templado subhúmedo con lluvias en verano, de menor humedad.
En cuanto a fisiografía se encuentra en la provincia del Eje Neovolcánico, dentro de la subprovincia del Llanuras y Sierras de Querétaro e Hidalgo; su terreno es de lomerío. En lo que respecta a la hidrología se encuentra posicionado en la región del Pánuco, dentro de la cuenca el río Moctezuma, y en la subcuenca del río Alfajayucan.

## Demografía
En 2020 registró una población de 1092 personas, lo que corresponde al 6.44 % de la población municipal. De los cuales 508 son hombres y 584 son mujeres.
| Gráfica de evolución demográfica de Maravillas entre 1900 y 2020 |
|                                                                  |
| Población registrada por los censos y conteos del INEGI.         |